# Daddy's Home 2
Daddy's Home 2 è un film del 2017 diretto da Sean Anders, con protagonisti Mark Wahlberg e Will Ferrell. Il cast comprende anche Mel Gibson, John Lithgow e John Cena. La pellicola è il sequel di Daddy's Home del 2015.

## Trama
Brad e Dusty dovranno affrontare, durante le vacanze, i loro padri invasivi. Dusty si occupa anche del padre biologico e incredibilmente intimidatorio di Adrianna.

## Produzione
Nell'aprile del 2016 viene annunciato che Will Ferrell e Mark Wahlberg riprenderanno i loro ruoli in questo sequel, mentre Sean Anders e John Morris scriveranno il soggetto con Anders che ritorna alla regia. Nel gennaio 2017, è stato annunciato che Mel Gibson e John Lithgow interpreteranno i padri dei due protagonisti. Insieme a loro vengono confermati anche Linda Cardellini, John Cena, Owen Vaccaro e Scarlett Estevez che riprendono i loro ruoli.

### Riprese
La lavorazione del film inizia il 20 marzo 2017.  Le riprese si sono svolte in Massachusetts, tra Concord e Great Barrington.

## Promozione
Il primo trailer viene diffuso il 15 giugno 2017.

## Distribuzione
La pellicola è stata distribuita nelle sale cinematografiche statunitensi a partire dal 10 novembre 2017.